# مارتین کوباینسکی
مارتین کوباینسکی (انگلیسی: Martin Kobylański؛ زادهٔ ۸ مارس ۱۹۹۴) بازیکن فوتبال اهل لهستان است.
از باشگاه‌هایی که در آن بازی کرده‌است می‌توان به باشگاه فوتبال یونیون برلین، باشگاه فوتبال انرژی کوتبوس، باشگاه ورزشی وردر برمن، و باشگاه فوتبال لخیا گدانسک اشاره کرد.
وی همچنین در تیم‌های ملی فوتبال Poland national under-16 football team، جوانان آلمان، Poland national under-17 football team، جوانان آلمان، Poland national under-18 football team, Poland national under-19 football team، و زیر ۲۰ سال لهستان بازی کرده‌است.